# Cot Lampise
Cot Lampise is een bestuurslaag in het regentschap Aceh Barat van de provincie Atjeh, Indonesië. Cot Lampise telt 218 inwoners (volkstelling 2010).